# Orange County Stunners
Gli Orange County Stunners sono una franchigia pallavolistica maschile statunitense, con sede a Costa Mesa: militano in NVA.

## Storia
Il Blizzard Volleyball viene fondato nel 2014, prendendo parte ai tornei amatoriali statunitensi fino alla nascita della NVA, conquistando immediatamente lo NVA Showcase 2017. Nel 2019 la franchigia cambia il proprio nome in Costa Mesa Stunners, classificandosi al terzo posto in campionato, mentre nel 2020 passa a chiamarsi Orange County Stunners: con questo nome conquista la vittoria della NVA 2021. Al termine della NVA 2023 sono la prima franchigia a conquistare per la seconda volta il titolo nazionale.

## Rosa 2023
| N° | Nome               | Ruolo | Data di nascita  | Nazionalità sportiva |
| -- | ------------------ | ----- | ---------------- | -------------------- |
| 1  | Spencer Olivier    | S     | 5 gennaio 1999   | Stati Uniti          |
| 2  | Calvin Sanborn     | S     | 4 novembre 1999  | Stati Uniti          |
| 3  | Shayne Beamer      | C     | 1º maggio 1995   | Stati Uniti          |
| 4  | Tanner Woods       | O     | 30 marzo 1998    | Stati Uniti          |
| 5  | Cody Caldwell      | S     | 28 marzo 1993    | Stati Uniti          |
| 6  | Corey Chavers      | S     | 17 gennaio 1997  | Stati Uniti          |
| 7  | Logan Zotovich     | P     | 17 novembre 1995 | Stati Uniti          |
| 8  | Edward Moushikhian | S     | 8 luglio 1994    | Stati Uniti          |
| 9  | Nicholas West      | C     | 9 ottobre 1991   | Stati Uniti          |
| 10 | Dillon Emery       | O     | 29 giugno 1991   | Stati Uniti          |
| 11 | Demani Lenore      | O     | 8 settembre 1994 | Stati Uniti          |
| 12 | Kevin Gear         | C     | 6 dicembre 1994  | Stati Uniti          |
| 14 | Joshua Nehls       | S     | 13 luglio 1994   | Stati Uniti          |
| 15 | Ignacio Roberts    | P     | 28 maggio 1997   | Argentina            |
| 18 | Matthew Hilling    | S     | 21 maggio 1993   | Stati Uniti          |
| 22 | Nicholas Amado     | C     | 25 gennaio 1995  | Stati Uniti          |
| 25 | Dylan Shigekawa    | L     | 17 marzo 1992    | Stati Uniti          |
| 27 | Hui Ding           | L     | 24 giugno 1989   | Cina                 |
| 28 | Grant Marocchi     | C     | 17 gennaio 1997  | Stati Uniti          |

## Palmarès
- NVA: 2

2021, 2023
- NVA Showcase: 1

2017

## Denominazioni precedenti
- 2014-2018: Blizzard Volleyball
- 2019: Costa Mesa Stunners